# William Ward Johnson
William Ward Johnson (* 9. März 1892 in Brighton, Washington County, Iowa; † 8. Juni 1963 in Long Beach, Kalifornien) war ein US-amerikanischer Politiker. Zwischen 1941 und 1945 vertrat er den Bundesstaat Kalifornien im US-Repräsentantenhaus.

## Werdegang
William Johnson besuchte die öffentlichen Schulen seiner Heimat und in Idaho. In den Jahren 1910 und 1911 diente er in der Nationalgarde von Idaho. Danach studierte er bis 1914 an der University of California in Berkeley. Bis 1918 arbeitete er in Montpelier (Idaho) und in Price (Utah) für eine Automobilfirma als Buchhalter, Stenograph und Manager. Anschließend war er bis 1922 in Idaho und Utah im Handel tätig. Später stieg er auch in das Ölgeschäft und ins Bankgewerbe ein. Nach einem Jurastudium an der University of Southern California und seiner 1925 erfolgten Zulassung als Rechtsanwalt begann er in Long Beach in diesem Beruf zu arbeiten. Gleichzeitig schlug er als Mitglied der Republikanischen Partei eine politische Laufbahn ein.
Bei den Kongresswahlen des Jahres 1940 wurde Johnson im 18. Wahlbezirk von Kalifornien in das US-Repräsentantenhaus in Washington, D.C. gewählt, wo er am 3. Januar 1941 die Nachfolge des verstorbenen Thomas M. Eaton antrat. Nach einer Wiederwahl konnte er bis zum 3. Januar 1945 zwei Legislaturperioden im Kongress absolvieren. Diese waren von den Ereignissen des Zweiten Weltkrieges geprägt. Im Jahr 1944 unterlag Johnson dem Demokraten Clyde Doyle. Nach dem Ende seiner Zeit im US-Repräsentantenhaus praktizierte er wieder als Anwalt. Er starb am 8. Juni 1963 in Long Beach.